# Glenognatha foxi
Glenognatha foxi là một loài nhện trong họ Tetragnathidae.
Loài này thuộc chi Glenognatha. Glenognatha foxi được miêu tả năm 1894 bởi McCook.